# Osišče
Osíšče je v fiziki (po navadi nepomična) točka, okrog katere krožijo deli telesa pri vrtenju. Premica, ki poteka skozi osišče, je os vrtenja.